# (651) Antikleia
(651) Antikleia – planetoida z pasa głównego asteroid okrążająca Słońce w ciągu 5 lat i 95 dni w średniej odległości 3,02 j.a. Została odkryta 4 października 1907 roku w Landessternwarte Heidelberg-Königstuhl w Heidelbergu przez Augusta Kopffa. Nazwa planetoidy pochodzi od Antyklei, matki Odyseusza w mitologii greckiej. Przed jej nadaniem planetoida nosiła oznaczenie tymczasowe (651) 1907 AN.